# Stanisław Królikowski (weterynarz)
Stanisław Królikowski (ur. 1853 w Warszawie, zm. 9 marca 1924) – polski profesor weterynarii.

## Życiorys
Urodził się w 1853 w Warszawie. Tam ukończył studia. Potem przeniósł się do medyczno-chirurgii akademii w Petersburgu. Następnie objął katedrę w Zakładzie Weterynaryjnym w Warszawie. Od 1892 pracował w Szkole Weterynaryjnej we Lwowie, najpierw jako adiunkt, po przekształceniu od 1892 jako profesor zwyczajny w Akademii Weterynarii we Lwowie. W pierwszej połowie lipca 1911 został wybrany rektorem tej uczelni. Przed 1911 był też docentem Akademii Rolniczej w Dublanach. Był profesorem chirurgii. Redagował „Przegląd Weterynaryjny”.
Zmarł 9 marca 1924. Został pochowany na Cmentarzu Powązkowskim w Warszawie.